# 耳川の戦い
耳川の戦い（みみかわのたたかい）は、天正6年（1578年）、豊後国の大友宗麟と薩摩国の島津義久が、日向国高城川原（宮崎県木城町）を主戦場とした合戦。「高城川の戦い」、「高城川原の戦い」ともいう。
後述のように、耳川は敗北した大友軍が撤退し、勝利した島津軍が追撃した地点にある川の名前であり、主戦場であった高城川（小丸川）・切原川一帯とは20km以上離れた北方にあることに注意を要する。

## 天正年間以前の大友・島津の関係
豊後の大友氏と薩摩の島津氏との関係は長い間良好であった。島津氏と日向の伊東氏との対立においても永正年間以来、大友氏が度々島津氏に有利な条件での仲介に乗り出しており、お互いの勢力圏には干渉しあわない事実上の同盟関係にあった。不安定な領内情勢が続いていた島津氏にとっては自国の安定を保つ上で大友氏との関係は重要であり、明などとの対外交易に関心を有していた大友氏にとっても海上での船舶の安全を図る上で島津氏との関係が重要であったからである。実際、島津領内に漂着した大友氏の船の扱いを巡って天正元年（1573年）8月25日付で大友氏の加判衆（田原親賢・臼杵鑑速・志賀親度・佐伯惟教）から島津氏の老中（川上忠克・島津季久・村田経定・伊集院久信・平田昌宗・伊集院忠金）に充てた連署状には両家の関係を「貴家（島津氏）当方（大友氏）代々披得御意候」と表現し、反対に9月に島津側の川上・村田・伊集院忠金から大友氏側に充てられた返書にも両家が「御堅盟」の関係であることが記されており、両家の関係が同盟関係であったことを示している。また、永禄3年（1560年）に室町幕府将軍・足利義輝が島津氏と伊東氏の対立の仲裁にあたった時も、島津貴久は義輝の使者である伊勢貞孝（政所執事）に対して大友氏を加えた和平であれば受け入れると回答したと、島津氏の家臣の樺山善久が書き残している。この同盟関係の結果、島津氏は不安定な領内を落ち着かせ、大友氏も北部九州での戦いの最中に島津氏や伊東氏に背後を突かれる不安を解消できたと考えられる。

## 合戦の背景と概要

### 大友家の日向侵攻
ところが、天正5年（1577年）、日向の伊東義祐が島津氏に敗北。日向を一時的に退去し、大友氏に身を寄せた。大友宗麟は伊東家主従に300町を与えて庇護した。また伊東家家臣であり島津家に投降した門川城主の米良四郎右衛門、潮見城主の右松四郎左衛門、山陰城主の米良喜内が大友家の家臣佐伯惟教に日向侵攻時の先導役を申し出た。
こうした状況の中、天正6年（1578年）に入ると、大友宗麟・義統は島津氏の北上に対抗して伊東氏を日向に復帰させるために3万とも4万ともいわれる軍を率いて日向への遠征を決定する。大友軍は肥後口と豊後口の二手に分かれ、志賀道輝、朽網鑑康、一萬田鑑実らが肥後口を、大友宗麟親子は豊後口を担当した。天正6年（1578年）2月21日大友軍の先鋒は日向国門川城に入った。豊後に退去していた伊東家家臣団も先鋒に加わり日向の国衆へ調略を行った。伊東家家臣の長倉祐政、山田宗昌らは耳川を越えて島津家の勢力圏に侵入、石ノ城で挙兵をした。それに呼応して内応を約束していた伊東家家臣団の米良四郎右衛門、右松四郎左衛門、米良喜内も挙兵し島津方の縣城主土持親成を攻めた。3月18日には佐伯入道、田原親賢、田北鎮周らが土持親成攻撃に参加し、大友軍による日向侵攻が本格化した。土持親成は松尾城に籠城したが、4月15日に陥落し行縢への撤退中に捕らえられ斬殺された。大友軍は耳川以北の日向制圧に成功し、島津家の勢力は耳川以南に後退した。一方島津義久は6月に島津忠長を総大将とした7000名程の軍を日向へと派遣、長倉祐政、山田宗昌ら伊東家家臣団600名程が守る石ノ城攻め（石城合戦）を命じた。島津軍は7月8日に総攻撃を開始したが、副将川上範久が討死、総大将島津忠長は左肘を矢で射抜かれ重傷を負うなど、500名以上の死傷者をだして伊東軍に返り討ちにされ敗北し、日向佐土原へと撤退した。大友義統は石ノ城の伊東家籠城軍に感状を送り、勝利をねぎらっている。大友軍は土持領攻略時、領内の神社仏閣を徹底的に破壊している。その背景にはキリシタンだった宗麟の意向が影響している。一説によると宗麟は日向でキリシタン王国の建設をめざしたという。宗麟のキリスト教への傾倒は大友家家臣団との間に不協和を生じさせた。宗麟は8月に宣教師とともに日向国に入り、無鹿に本営を置いた。

### 島津家の反撃
島津義久は大友家侵略のために、日向の伊東家家臣団の攻略を開始した。島津征久らの諸将が8月に伊東家家臣団が守る日向国上野城と隈城を攻撃、9月に両城を攻略している。上野城攻略から4日後、将軍足利義昭の使者が島津家の下を訪れた。大友氏は北九州を巡って毛利氏と攻防を続けていたが、その毛利氏には織田信長によって京都から追放されていた室町幕府将軍・足利義昭が亡命していた（鞆幕府）。毛利氏が上洛に踏み切らないのは大友氏が背後を脅かしているからだと考えた足利義昭は、9月に島津氏に大友領を奪い大友氏の毛利領侵攻を止めさせるように命じる御内書を出した。これを受けた島津義久も御内書を大義名分として更なる北上を決定する。義久は島津征久ら1万の軍を北上させ再び長倉祐政、山田宗昌ら伊東家家臣団が守る石ノ城を攻撃した（石城合戦）。攻城戦は9月19日から開始されたが、29日に島津軍の攻撃に屈し伊東家籠城軍が講和を申し出た。島津軍は城兵の生命を保証し、長倉祐政、山田宗昌ら伊東家家臣団は石ノ城を明け渡すと豊後へ退去した。

### 合戦経過
10月20日耳川以北に布陣していた大友軍が南下を再開、島津軍が占拠していた高城を包囲した。佐土原城主の島津家久は高城救援に向っていた途中で佐伯惟教の軍に遭遇して撃退され敗北した。大友軍は数千丁の鉄砲と国崩しと呼ばれる大筒を使用して3度にわたって攻撃を行ったが、島津家久と高城城主山田有信は城を守った。10月24日島津義久は薩摩・大隅の軍勢を動員、3万の兵を率いて鹿児島を出陣した。島津軍は紙屋城を経由して佐土原城に入ると日向内の島津兵もあわせ4万の軍になった。11月9日島津義弘、島津征久、伊集院忠棟、上井覚兼らの諸将が財部城に入り軍議を開いた。松原に布陣する大友軍を攻撃するため陽動部隊と3つの伏兵部隊が小丸川を渡河して出立し、島津義弘は小丸川の南岸に布陣し戦況を確認した。300名の陽動部隊が松原の大友軍を攻撃、荷駄を破壊した。事態に気付いた大友軍が松原の陣に救援のために急行すると、陽動部隊は伏兵の埋伏地点に退却した。また伏兵を支援するため高城の島津家久が出撃、大友軍本隊を牽制した。3つの伏兵部隊は埋伏地点に到達した大友軍を攻撃し、松原の陣に侵入し火を放った。島津義弘、島津征久、島津忠長、伊集院忠棟らの主力部隊も混乱に乗じて渡河し、高城川の南岸に布陣した。前哨戦の損害を受けて大友方は田原親賢ら16人の使者を島津の陣へと派遣、講和を申し出た。その中で大友軍内は講和派と主戦派に割れている状態であった。軍議では主戦派の田北鎮周は交戦を主張していたが、大将田原親賢は島津軍との和睦交渉を進めていたため講和派として応じなかった。親賢の説得にもかかわらず、田北鎮周と佐伯宗天がこれを不服として島津軍に攻撃を仕掛けてしまったため、大友軍はこれを放置するわけにもいかず、やむなく島津軍と戦うことになった。また、大友軍の軍師角隈石宗は「血塊の雲が頭上を覆っている時は戦うべきでない」と主張するも、田北鎮周と佐伯宗天は角隈石宗の主張を聞き入れず結局交戦に至った。佐伯宗天は当初、田原親賢と共に慎重・講和論を唱えていたのだが、軍議の席で田北に侮辱され、それが原因で田北と共に攻撃を仕掛けてしまった。
一方大友方の軍議を知った島津義久は合戦に備えて諸将を埋伏させ、自らは1万の兵を率いて根白坂に布陣した。11月12日の朝、田北・佐伯の軍勢が小丸川北岸に布陣する島津軍前衛への攻撃を開始した。大友軍の本隊も二人に続き、島津軍前衛部隊は壊滅、北郷時久、北郷久盛らが討死した。大友軍は小丸川を渡ると島津義久本隊を攻撃した。島津義弘、島津歳久、伊集院忠棟らが大友軍を迎えうち、伏兵部隊を指揮する島津征久が馬標を立てた。伏兵が大友軍を攻撃し、高城の島津家久、根白坂の島津義久も攻撃に参加した。大友軍は態勢を整えるために撤退を始め、その際に一部の部隊が竹鳩ヶ淵方面へ撤退し、淵で佐伯宗天らが溺死してしまう。川原、野久尾の陣が制圧、本陣も制圧されると大友軍は耳川方面へと撤退を開始。大友軍の撤退の際に耳川を渡りきれず溺死した者や、その際に島津軍の兵士に殺されてしまった者もいたという。戦況を受けて、大友宗麟は態勢を整えるために豊後へ一時退去した。耳川の合戦は島津軍の勝利に終わった。

## 影響
大友氏はこの戦いにより、佐伯宗天・田北鎮周や、筑後国国人の蒲池鑑盛をはじめとする家臣や兵力を失った。このため、立花道雪は軍監を務めていた志賀親守の罪を糾弾している。足利義昭の御内書は大友支配地内の有力国人たちにも送られ、その結果秋月種実（筑前国）の反抗や龍造寺隆信（肥前国）の謀反などをはじめとする国人たちの離反を招き、その勢力・領国を削がれることとなった（勿論、島津氏をはじめ反大友氏の諸氏が義昭に本当に協力する意思があったかは別の問題となる）。また、足利義昭の上洛を妨害する障害「六ヶ国之凶徒」（天正6年12月10日付毛利輝元宛島津義久書状）として糾弾の対象になった大友氏は、義昭を奉じる毛利氏および御内書を受けた島津氏・龍造寺氏・長宗我部氏ら近隣の有力大名全てと対立することになり、大友氏は京都の織田政権およびその後継政権となった豊臣政権との関係を深めて大友氏の窮地を脱するための反足利義昭外交政策を展開することになる。
島津氏は一連の戦いによって一時的に九州内に拮抗する敵方が減少し、薩摩国・大隅国などの統治を強め始めた。大友氏からの後ろ盾が弱くなった肥後国球磨の相良氏が島津氏に対し投降してしまう事態となり、それを受けて肥後国阿蘇の阿蘇氏は島津氏からの直接の侵略を受ける状態に陥り投降し、また肥前国の龍造寺氏と鍋島氏は沖田畷の戦いで有馬氏と島津氏の連合軍に下されたため、九州内の国人達は島津方になびき始める。さらに島津氏は大友氏の本拠地豊後国へ侵略を開始し一時は現在の大分市付近にまで迫ることとなった。しかし大友宗麟からの要請を受諾した豊臣秀吉の九州征伐によって島津氏は敗北・放逐され、島津氏は秀吉に降伏することになる。

## 合戦の時系列
- 天正5年（1577年）12月10日
  - 島津氏の謀略による野尻城主福永祐友の謀反をきっかけに島津氏への寝返りが発生したため、日向国伊東氏の伊東義祐・伊東祐兵らが佐土原城・都於郡城から、大友氏のもとに米良山から高千穂経由で豊後国に一時的に退去。
- 天正6年(1578年) 1月
  - 伊東家家臣の日向国門川城主米良四郎右衛門尉・塩見城主右松四郎左衛門尉・山陰城主米良喜内らが、大友家家臣の佐伯宗天を通じて伊東家救援のため大友宗麟・大友義統の日向国出動を要請する。
  - 1月 2日、縣松尾城（松尾城縄張り図）（宮崎県延岡市）に拠る縣土持氏の土持親成が薩摩の島津義久と結び、豊後大友氏から離反。
  - 1月22日、島津義久、縣土持氏に石塚、三ケ名を宛行う。
- 3月15日
  - 大友軍、日向攻略に出発。軍勢総数は3万余（『延陵世鑑』）とも4万（フロイス『日本史』）とも言われる。本隊（大友義統）は宇目酒利に本陣を置き、梓峠越えで縣（延岡）へ向かう。縣攻めの主体は日出・玖珠・宇佐の兵といわれる。別動隊は肥後国から矢ケ嶺越えで高千穂へ向かい、玄武城（高千穂町）に拠った吉村氏が滅ぶ。
- 4月7日
  - 大友軍、日向に入り、「社ケ原（やしろがはら）」（現延岡市夏田町-稲葉崎町-無鹿町一帯）に布陣する。この前後、キリスト教による理想国建設をめざしていた大友軍が縣領内の神社仏閣をことごとく焼き払った（フロイス『日本史』）ため、寺社建築・仏像・古文書など宮崎県北の文化財がことごとく破壊・破脚される。その結果、宮崎県北部地域の近世以前の一次史料は、ほとんど壊滅的に失われている。
- 4月10日
  - 大友軍、土持親成の縣松尾城を攻略し、土持氏滅亡。以後、11月まで佐伯宗天(惟教)が「牟志賀」（現延岡市無鹿町）に在陣する。
- 9月6日
  - 9月4日に臼杵を出発した大友宗麟一行、海路で縣に入る（フロイス『日本史』）。同行のイエズス会宣教師・修道士はフランシスコ・カブラル、ルイス・デ・アルメイダ、アンドレ・ドゥオーリア、ジョアン・デ・トルレス（日本人）。「牟志賀」（現延岡市無鹿町）に仮の司祭館と教会を建て、以後毎日、オルガン音楽を伴ったミサを行なう。宗麟と妻のジュリア、その他家臣たちも礼拝に訪れる（フロイス『日本史』）。
- 9月11日 毛利領である備後・鞆に滞在中の将軍・足利義昭が島津氏に対して、自身の上洛への協力および毛利氏と敵対する大友領への侵攻・奪取を求める御内書を発給する。
- 10月20日
  - 大友軍、高城を包囲。このとき、大友宗麟はカブラルらと共に「牟志賀」に留まっていた。
  - 島津家久、山田有信の守る新納院高城（宮崎県児湯郡木城町）に入る。
  - 大友軍による兵糧攻め。
- 11月9日 - 12日 高城川原の戦い（通称としてはいわゆる「耳川の戦い」として認知されている合戦）
  - 島津軍の先遣隊が小丸川の南の台地上に陣取る。
  - 島津軍、河原之陳との内通を画策（後に内通成功。『薩藩旧記雑録』）
- 11月11日 ゲリラ戦などで松山之陳を焼き討ちにする。
- 11月12日 島津軍の本隊（島津義久隊）、根白坂上（陣之内）に到着。
  - 両軍が木城町下鶴付近で合戦におよび、緒戦で島津方の北郷時久・北郷久盛討死。
  - 戦況が拮抗しているところを老瀬坂上の陳から島津以久が東から攻撃。高城の篭城兵も西から攻撃したため、態勢を整えるために大友軍は豊後方面に撤退を開始する。その際に耳川方面へ撤退した一部部隊で溺死者が発生。これを受けて「耳川の戦い」と通称される。
  - 11月12日夜、大友宗麟、態勢を整えるために牟志賀の本陣から豊後へ一時撤退（『川上久辰耳川日記』、フロイス『日本史』）。
- 11月14日 縣土持氏が島津氏に被官（『川上久辰耳川日記』）し、縣は島津領となる。

## 関連作品
ボードゲーム
- 「九州三国志」（ツクダホビー）（ゲームジャーナル72号）
- 「Mimikawa」『RAN』収録 (GMT Games)
- 「耳川の戦い The Battle of MIMIGAWA 1578」 (コマンドマガジン日本版153号 国際通信社）